# Кратово
Вижте пояснителната страница за други значения на Кратово.
Кра̀тово (на македонска литературна норма: Кратово) е град в североизточната част на Северна Македония. Според преброяването на населението през 2002 година в града живеят 6924 души. Кратово е административен център на едноименната община Кратово.

## География

### Местоположение, релеф, води
Градът се намира в западните склонове на Осоговската планина, в кратер на загаснал вулкан. Централната част е на около 600 m надморската височина, но надморската височина варира от близо 400 m до близо 1000 m заради стръмните ридове, върху които е разположен градът.
През града преминава Кратовска (Табачка) река.

### Климат
Климатът е умерено-континентален и планински, поради надморската височина на града. Усеща се влиянието върху климата на Вардарската долина и Средиземноморието. Максималната температура на въздуха в летния период е 38,5 °С, а минималната в зимния период е –16,5 °С, средногодишната температура е 11,3 °С.
Валежите се движат от 550 mm до 750 mm. Най-изразени валежи има през април, май, октомври и ноември, а най-сухи са август, септември и февруари.

## История
Регионът на Кратово е бил населен още по времето на Римската империя, когато е познат като рудодобивен център под името Кратишкара. През Първото и Второто българско царство от кратовските рудници, или както в днешно време ги наричат местните рупи, се добива злато, сребро и мед, желязо и сяра. По това време градът е познат под името Коритос или Коритон. Тогава Кратово е основен център на търговията с ценни метали.
През ХІV-ХV век Кратово е значителен рударски център. От 886 година по Хиджра (1481) в Кратова започва да функционира една от османските монетарници, в която са сечени големи количества златни и сребърни монети - султани (алтъни) и акчета, разпространени из целия Балкански полуостров. През ХVІ век градът и селата в нахия Кратово са султански хас. През 1519 година жителите на града са около 5800, а през 1570 - около 2100. В османски данъчни регистри на немюсюлманското население от вилаета Кратова от 1618 – 1619 година са отбелязани 62 джизие ханета (домакинства) в Кратовската махала Радич и 62 – в махалата Гюрко.
През 1689 година Кратово е напуснат и рудниците са затворени до 1805 година. Според пътешественика Ами Буе градът достигнал до 56 000 жители през 1836 година, но към края на XIX век броят на жителите му започнал да намалява. Някои от интересните исторически паметници в Кратово са 6-те средновековни кули, които първоначално били 12 и спомагали за сигурността на миньорите, и кратовските мостове. Днес запазени мостове в града са Чаршийският, Гровчанският, Йокширският, Радин мост и други.
В XIX век Кратово е българо-турски град, център на кааза на Османската империя. В 1825 година е създадена българска община в града. Църквата „Свети Йоан Кръстител“ е от 1836 година. В 1858 година Стефан Веркович пише за Кратово:
| „ | Кратово е малък град на 16 часа от Кюстендил и на 10 часа от Щип, сред Злетовските планини; в града има 700 къщи (около 3000 души): 240 къщи православни, 460 мюсюлмански; жителите всички са от Българското племе. | “ |

Според статистиката на Васил Кънчов („Македония. Етнография и статистика“) от 1900 година градът има 1900 жители българи християни, 2500 турци и 100 цигани.
В 1894 – 1896 година Гоце Делчев, който е български учител в Щип, поставя основите на революционен комитет на ВМОРО в Кратово. Първи ръководители стават учителите Йосиф Даскалов и Григор Манасиев и игуменът на Лесновския манастир Козма Лесновски.
Според секретен доклад на българското консулство в Скопие, 24 от 340 немюсюлмански къщи в селото на 1 януари 1892 година признават Цариградската патриаршия. Според патриаршеския митрополит Фирмилиан в 1902 година в Кратово има 53 сръбски патриаршистки къщи. По данни на секретаря на Българската екзархия Димитър Мишев („La Macédoine et sa Population Chrétienne“) през 1905 година в града има 2056 българи екзархисти и 232 българи патриаршисти сърбомани. В града работят едно прогимназиално и две основни български и две основни сръбски училища.
В средата на XIX век български учители в Кратово са даскал Стефчо Максимов, поп Иван, даскал Димитри, баща на Йосиф Даскалов, даскал Атанас Беровски и даскал Теодосий Лаклак от Крива паланка. През учебната 1900/1901 година главен учител в Кратово е Владимир Карамфилов от Прилеп, който заедно с брата на Павел Шатев Иван Шатев е сред ръководителите на Кратовския околийски революционен комитет. В прогимназията учители са Тодор Александров от Ново село и Траян Китанов от Гостивар. Председател на революционния комитет е учителят Стоил Антов, касиер е Иван Шатев, а войвода на местната чета Васил Лесев. Заклети членове на организацията са Тасе Наумов и Стоймир Грозданов от Кратово.
При избухването на Балканската война в 1912 година 62 души от Кратово се записват доброволци в Македоно-одринското опълчение. Четата на Славчо Абазов заедно с местната милиция освобождава Кратово на 8 октомври 1912 година. На 9 октомври в града влиза сръбската армия.
Поне 19 души родом от Кратово, в редиците на българската армия, загиват на фронта във войните за национално обединение на България.
По време на българското управление във Вардарска Македония в годините на Втората световна война, Димитър Т. Петров от Сливен е български кмет на Кратово от 8 август 1941 година до 2 април 1943 година. След това кмет е Димитър Ал. Анастасов (24 април 1943 - 9 септември 1944).
Според преброяването от 2002 година Кратово има 6924 жители.
| Националност     | Всичко |
| северномакедонци | 6724   |
| албанци          | 0      |
| сърби            | 27     |
| турци            | 8      |
| цигани           | 151    |
| власи            | 1      |
| бошняци          | 0      |
| други            | 13     |

## Икономика
По време на Социалистическа Югославия са изградени редица поизводства в Кратово и общината. Между тях са комбинатът „Силекс“, фабриката за абразивни и шлифовъчни дискове „Иднина“, модната конфекция „Кратовчанка“ и други. Подобно на всички социалистически страни преходът към демокрация нанася удар върху стопанството в общината и някои предприятия са затворени, други намаляват капацитета си, а безработицата нараства. Днес все още работят „АДК РИК-Силекс“ и „Иднина“. В земеделието най-застъпени се културите пшеница и ечемик.

## Спорт
Кратово разполага със спортна зала и футболен стадион, на който играе ФК „Силекс“, играещ в Първа македонска футболна лига. ФК „Силекс“ е трикратен шампион на Северна Македония (1995/96, 1996/97 и 1997/98) и два пъти носител на купата на Северна Македония (1993/94, 1996/97). Градът има също така два женски хандбални клуба – РК „Кратово“ и РК „Добра вода“, които играят в Първа македонска хадбална лига, карате клуб и шахматен клуб „Кратово“.

## Забележителности
Градът има много интересна архитектура, датираща от XIX век и разполага с единствената детска художествена галерия в Европа. В стара турска къща е разположен Музеят на град Кратово.

## Личности
Сред по-известните кратовчани са светецът от XVI век Георги Софийски Нови, гемиджията Павел Шатев и Григор Манасиев, войвода на ВМОРО.

## Други
На Кратово е наречена улица в квартал „Хиподрума“ в София (Карта).